# 岡崎裕美
岡崎 裕美（おかざき ひろみ）は、日本の童謡歌手。

## 来歴・人物
- 東京藝術大学音楽学部声楽科卒業[1][2]
- 音楽大学卒業後、1978年度~1983年度の6年間、NHK教育テレビ(現:Eテレ)のなかよしリズム
に、歌のお姉さんとして出演[2]。
- 第23回日本童謡賞特別賞を受賞している[2]。
- 1980年代当時はCMソングを歌うことも多かった[3]。
- 上記の他、ヤマハ音楽教室やカワイ音楽教室の教材の中に入っている歌を歌ったりしている。

## 出演
- 「なかよしリズム」(NHK教育テレビ)
- 「ノッポさんの手話で歌おう」(NHK教育テレビ)
- 「みんなの童謡」(NHK総合テレビ)
- 「THE7」（新潟テレビ21）
- 「やなせたかしメルヘン劇場 そっくりのくりのき」（OVA）コンちゃん役

など、多数。

## 歌
- 「パナシのうた」（ひらけ!ポンキッキ）
- 「ペンギン博士」(母と子のテレビ絵本)
- 「怪盗夢之介」（みんなのうた）
- 「秋風にのせて」（大和田りつこと）（みんなのうた）
- 「チュンチュンワールド〜おげんきたいそう〜」（こどもコーラス元気組と）（みんなのうた）
- 「チュンチュンワールド〜マジックカーニバル〜」（大和田りつこ、こどもコーラス元気組と）（みんなのうた）
- 「夢みる子供のように」（本間組のイメージソング(歌：長谷川純)[4]をカバー）
- 「いいなぁアキ（安芸）」（やなせたかし、大和田りつこ、岡崎裕美）（ごめん・なはり線記念ソング）[5]
- 「希望のハンカチ」（歌：戸田恵子、コーラス：大和田りつこ&岡崎裕美）（それいけ!アンパンマンとばせ! 希望のハンカチ）
- 雪印「ナチュレ」CMソング[3]

他、NHK教育テレビ「なかよしリズム」内で放送された歌,童謡唱歌CD,子供向けCD等、多数。

## その他
- ヤマハ音楽教室教材　グループレッスン　おんがくなかよし教材　旧おんがくなかよし1,2　CD・VHS・DVD(歌唱)
- ヤマハ音楽教室教材　グループレッスン　おんがくなかよし教材　こんにちは!たのしいね!,うれしいな!ありがとう!　CD・DVD(歌唱)
- ヤマハ音楽教室教材　グループレッスン　幼児科教材　旧ぷらいまりー1　CD(歌唱)
- ヤマハ音楽教室教材　グループレッスン　幼児科教材　旧ぷらいまりー　VHS・DVD(歌唱)
- ヤマハ音楽教室教材　グループレッスン　幼児科教材　ぷらいまりー　CD・DVD(歌唱)
- ヤマハ音楽教室教材　グループレッスン　アンサンブルジュニアコース教材　アンサンブルJr1,2 CD(歌唱)
- ヤマハ音楽教室教材　グループレッスン　ジュニア上級科、ジュニア専門コース教材　じゅにあソルフェージュ・アンサンブル5,6　CD(歌唱)
- ヤマハ音楽教室教材　グループレッスン　赤りんごコース教材　Hello!ぷっぷる CD(歌唱)
- ヤマハ音楽教室教材　グループレッスン　赤りんごコース・ドレミらんど(ぷっぷるクラス)教材　らららぷっぷる　CD(歌唱)
- ヤマハ音楽教室教材　グループレッスン　おとのおもちゃばこ・ドレミらんど(らっきークラス)教材　ゆらゆらっこ,きらきらっこ　CD(歌唱)
- ヤマハ音楽教室教材　個人レッスン　ピアノジュニア教材　ピアノジュニア1~4　CD(歌唱)
- ヤマハ音楽教室教材　個人・グループレッスン　エレクトーンジュニア教材　エレクトーンジュニア5,6　CD(歌唱)
- カワイ音楽教室教材　グループレッスン　クーちゃんランド教材　クーちゃんランド,クーちゃんこれなあに?,クーちゃんだれだ? CD(歌唱)
- カワイ音楽教室教材　グループレッスン　くるくるクラブ教材 くるくるといっしょ,くるくるとおともだち　CD(歌唱)
- カワイ音楽教室教材　グループレッスン　すくすくランド教材 すくすくランド　CD(歌唱)
- カワイ音楽教室教材　グループレッスン　3歳コース教材　あつまれひろばに　CD(歌唱)
- カワイ音楽教室教材　グループレッスン　チャイルドコーナー教材　ピコルのぼうけんB　CD(歌唱)
- カワイ音楽教室教材　グループレッスン　ピコルわーるど教材　ピコルわーるど　CD(歌唱)
- カワイ音楽教室教材　個人レッスン　ピアノコース教材　旧サウンドツリー　CD(ナレーション)
- カワイ音楽教室教材　個人レッスン　ピアノコース教材　旧サウンドツリーJ　CD(ナレーション,歌唱)